# 鹤庆路
鹤庆路，元朝时设置的路。
至元二十三年（1286年）升鹤州置，治所在今云南省鹤庆县。辖境相当今云南省鹤庆县及洱源县北部地。明朝洪武十五年（1382年），改鹤庆府。